# 部隊用線量計
部隊用線量計（ぶたいようせんりょうけい）は、職種に関わらず中隊ごとに配備される陸上自衛隊のガンマ線測定用の装備。部隊の受けたガンマ線を連続して測定する為に使用される。

## 特徴
見た目はまるでテレビのリモコンのようになっている。操作部はAとBのスイッチのみであり、AとBを同時に押すと電源が入る。データの転送にはBを押すだけと、操作法も非常に簡単になっている。

## 諸元
- 重量：約100g
- 製作：松下電器産業